# Embelia gardneriana
Embelia gardneriana är en viveväxtart som beskrevs av Robert Wight. Embelia gardneriana ingår i släktet Embelia och familjen viveväxter. Inga underarter finns listade i Catalogue of Life.